# Maria Gomola
Maria Marta Gomola (ur. 29 maja 1941 w Piekarach Śląskich) – polska polityczka, posłanka na Sejm X kadencji (1989–1991).

## Życiorys
Ukończyła studia na Uniwersytecie Śląskim w 1969 roku, uzyskując tytuł zawodowy magistra filologii. W 1960 rozpoczęła pracę zawodową jako nauczycielka w szkole podstawowej w Piekarach Śląskich. W okresie 1966–1971 pełniła funkcję zastępcy dyrektora szkoły podstawowej w Rudzie Śląskiej, a od 1971 dyrektora. Należała do Związku Harcerstwa Polskiego, pełniła w nim funkcję komendantki szczepu.
W 1960 wstąpiła do Polskiej Zjednoczonej Partii Robotniczej, z jej ramienia w latach 1984–1988 była radną Miejskiej Rady Narodowej w Rudzie Śląskiej. W 1989 uzyskała mandat posłanki na Sejm kontraktowy z okręgu chorzowskiego, zasiadała w Komisji Ochrony Środowiska, Zasobów Naturalnych i Leśnictwa. Zna biegle język rosyjski. Na koniec kadencji należała do Parlamentarnego Klubu Lewicy Demokratycznej.

## Odznaczenia
- Złoty Krzyż Zasługi (1981)
- Medal Komisji Edukacji Narodowej
- Krzyż „Za Zasługi dla ZHP” (1981)[1]